# Torrey Botanical Society
Torrey Botanical Society (anteriormente Torrey Botanical Club) se inició en la década de 1860 por los colegas de John Torrey. Es la más antigua Sociedad Botánica de América. La sociedad promueve la exploración y el estudio de la vida vegetal, con especial énfasis en la flora de la ciudad de Nueva York y su área metropolitana.
Los objetivos de la sociedad "para promover el interés por la botánica, y para recopilar y difundir información sobre todas las fases de la ciencia de las plantas". La Sociedad promueve y apoya la curiosidad florística a través de reuniones bajo techo (conferencias), las reuniones al aire libre (paseos por herbarios), las becas que apoyan los estudios de posgrado, y publicaciones.
La Journal of the Torrey Botanical Society (hasta el año 1997  The Bulletin of the Torrey Botanical Club), es la más antigua revista botánica de las Américas, tiene como objetivo principal la difusión del conocimiento científico sobre las plantas (en el sentido amplio, de plantas y hongos). Se publica la investigación básica en todas las áreas de la biología de las plantas, excepto la horticultura, con énfasis en la investigación hecha en y sobre las plantas del Hemisferio Occidental.
Las conferencias son de octubre a mayo en el New York Botanical Garden y son gratis y abiertas al público.
Los paseos para la visita de plantas, van de abril a octubre en todo Nueva York y su área metropolitana, son gratuitos y abiertos al público.